# نگار کیانی (والیبالیست)

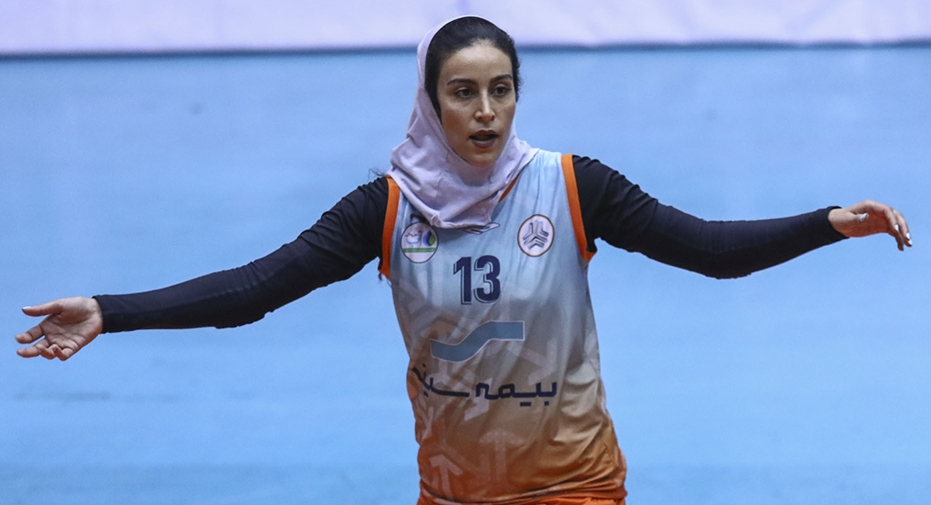
نگار کیانی در لیگ ۱۳۹۸ در لباس تیم سایپا و در بازی مقابل باریج اسانس

نگار کیانی (زادهٔ ۱۸ خرداد ۱۳۷۱ در نورآباد (ممسنی)، شهرستان ممسنی، استان فارس) بازیکن تیم ملی والیبال زنان ایران است. او به همراه تیم ملی بانوان ایران در مسابقات والیبال مقدماتی قهرمانی جهان در مالدیو عنوان بهترین «لیبرو» یا بازیکن آزاد این مسابقات را کسب کرد. وی سابقه بازی در تیم‌های دانشگاه آزاد و پیکان تهران و همچنین نایب قهرمانی در لیگ برتر ایران را نیز دارد. پست بازی وی لیبرو است.
او در حال حاضر عضو باشگاه والیبال سایپا است که در لیگ ۱۴۰۲ همراه با این تیم به عنوان قهرمانی و بهترین لیبروی مسابقات دست یافت.

## افتخارات ورزشی

### بازی‌های همبستگی اسلامی
- مدال نقره مسابقات بازی‌های همبستگی اسلامی ۲۰۲۱ همراه با تیم ملی والیبال زنان ایران[۹]

### لیگ برتر والیبال کشور
- قهرمانی: لیگ ۱۳۸۹ (باشگاه والیبال پرسپولیس)
- قهرمانی: لیگ ۱۳۹۱ (باشگاه والیبال دانشگاه آزاد)
- قهرمانی: لیگ ۱۳۹۳ (باشگاه والیبال دانشگاه آزاد)
- قهرمانی: لیگ ۱۳۹۶ (پیکان تهران)
- قهرمانی: لیگ ۱۳۹۸ (باشگاه والیبال دانشگاه آزاد)
- قهرمانی: لیگ ۱۳۹۹ (باشگاه والیبال سایپا)
- قهرمانی: لیگ ۱۴۰۱ (پیکان تهران)
- قهرمانی: لیگ ۱۴۰۲ (باشگاه والیبال سایپا)
- نایب قهرمانی: لیگ ۱۳۹۴ (باشگاه والیبال دانشگاه آزاد)
- نایب قهرمانی: لیگ ۱۳۹۷ (پیکان تهران)[۴][۵][۶]
- نایب قهرمانی: لیگ ۱۴۰۰ (باشگاه والیبال سایپا)